# Mathieu Baudet-Lafarge
Pour les articles homonymes, voir Baudet-Lafarge.
Mathieu Baudet-Lafarge est un homme politique français né le 8 novembre 1765 à Maringues (Puy-de-Dôme) et décédé le 2 mai 1837 à Maringues.
Commissaire de la Marine, puis administrateur du département du Puy-de-Dôme au début de la Révolution, il est député au conseil des Cinq-cents de 1798 à 1799. Conseiller général et juge de paix en 1801, il est de nouveau député du Puy-de-Dôme de 1830 à 1833, siégeant au centre-gauche. Il est le père de Jacques Baudet-Lafarge, député.

## Sources
- « Mathieu Baudet-Lafarge », dans Adolphe Robert et Gaston Cougny, Dictionnaire des parlementaires français, Edgar Bourloton, 1889-1891 [détail de l’édition]